# أحمد جاد الكريم
أحمد محمود أحمد جاد الكريم (من مواليد 1985 في الجبيرات، طهطا بمحافظة سوهاج، مصر) هو كاتب وروائي مصري. حصل جاد الكريم على جائزة ساقية الصاوي في عام 2014 عن روايته «ليالي السيد» والمجلس الأعلى للثقافة في عام 2014 عن «أحزان نوح». وصلت روايته «تغريبة بني همام» إلى القائمة القصيرة لمسابقة منشورات إبييدي للنشر للروايات الطويلة في عام 2019. وهو حاصل على بكالوريوس الآداب في اللغة العربية.

## مسيرته
بدأ جاد الكريم مسيرته الأدبية بكتابة الشعر ثم اتجه في عام 2010 إلى كتابة القصة والرواية.
صدر لجاد الكريم رواية «ليالي السيد» عن دار سما للنشر والتوزيع في يوليو سنة 2014. يرصد أحمد جاد الكريم في روايته قصة شخصين يتصادف أن يحملا نفس الاسم، الأول ولي لقرية صعيدية اسمه السيد، والثاني «سيد» الذي سافر ليعمل بالمملكة العربية السعودية من أجل إعالة أسرته. تسبر الرواية، بلغة شبه شعرية، أغوار عالم الأولياء الصالحين ومريديهم، من خلال وصف بصري ولغوي واقعي. كما تتطرق الرواية لقضية سرقة الآثار، فترصد العمليات التي يقوم بها الأهالي من حفر وتنقيب واستعانة بالجن والأولياء للبحث عن تلك الآثار أسفل منازلهم. وأثنى ناقد موقع «الكتابة» على تماسك العالم الروائي في «ليالي السيد» وثرائه بالتفاصيل.
في 2016، أصدرت دار إبداع للنشر والتوزيع رواية «أحزان نوح» لأحمد جاد الكريم. وتتمحور أحداث الرواية حول نوح الذي يتلقى مخطوطا فيقرر مدفوعًا بنداء مجهول أن ينسلخ من عالمه فجأة ويتوه للصحراء، وفي عمق الصحراء تبدأ رحلة عذاب نوح ويشتد صراعه مع الطبيعة، ووُصفت الصحراء في «أحزان نوح» بمفرداتها القاسية والمتوغلة في النفس بـ«شريانٍ من القلق».
صدر له رواية «تغريبة بني همَّام» في سنة 2019 عن دار نشر إيبيدي (ISBN 9789778546637)، وتستلهم الرواية أحداثها من فترة نهاية القرن الثامن عشر وبداية القرن التاسع عشر في مصر، والتي تزامنت مع دخول الحملة الفرنسية إلى مصر بقيادة نابليون بونابرت. تتناول الروايةُ سيرةً متخيًّلة لحفيد شيخ العرب همَّام، والذي يدعى همَّام أيضًا وهو ابن عبد الكريم همَّام، والذي كان يُلقب بعظيم بلاد الصعيد، وهو أحد المُلتزمين في عهد الأمير المملوكي علي بك الكبير، وهُزم على يده، وانتهى حكمه للمنطقة التي امتدت من المنيا حتى أسوان. في تحليله للرواية، يقول إيهاب الملاح أنه كان متخوفًا من انزلاق جاد الكريم إلى استسهال الموضوع والكتابة عنه بعد نجاح المسلسل الساحق عن شيخ العرب همام، لكن جاد الكريم «فاجأه بعمله المحكم؛ وقدرته العالية على الإمساك بخيوط سرده التي وزعها على مسارين يُنطق في أولهما الجبرتى، ويضع على لسانه الوقائع التي يريد والأحداث التي يختار ويمزج بين المتخيل والمرجعى مزجًا واعيًا، والمسار الثانى يكاد يكون كذلك لكن للراوى المعاصر الذي يناوشنا بحضوره ويقلقنا بوعيه ويثير إعجابنا بلغته وبقدرته المشهدية العالية فيما يتابع سرده بسلاسة وبساطة واقتدار». بينما تحدث إيهاب مصطفى عن تقديم الرواية خطابًا سرديًا مغايرًا لا يعتمد خطًا تقليديًا في سَيره، وينتهك التراتبية عبر تحولات الضمائر، وشعرية غير مألوفة لا تُعوِّل على النظرة الأحادية، ولاحظ «تفتيت الأحداث ونثرها في فناء الرواية عبر مجموعة من الرواة يتناوبون الحكي». واختار نقاد ومحررو موقع إضاءات الرواية بين أفضل 15 رواية عربية في عام 2020، ووُصفت الرواية بـ«الرواية التارخية المنسوجة بعناية واقتدار».

## آراؤه
يرى أحمد جاد الكريم أن مواقع التواصل الاجتماعي قد سهلت التواصل بين المجتمعات وأتاحت فرصًا أكبر للمزيد من الأدباء خصوصًا أولئك الذين يعيشون بعيدًا عن القاهرة: «لولا مواقع التواصل الاجتماعي، لكان أغلب أدباء الأقاليم في طي النسيان، لكل منا صفحة على الفيس بوك هي توازي صفحة كاملة في جريدة، يمكن للكاتب من خلالها عرض أعماله والترويج لها، والتواصل مع الكتاب، ومتابعة كل جديد، والتعرف على الوسط عن قرب».
انتقد أحمد جاد الكريم مشروع النشر الإقليمي الذي تقوم به قصور الثقافة في مصر بسبب «عدم وجود لجنة قراءة تُقيم الأعمال»، ويرى أن النشر الإقليمي قائم على المجاملات. على الجانب الآخر، وصف نوادي الأدب بالإضافة -وإن كانت قليلة- للحركة الأدبية، إلا أنه اشتكى عدم تفعيل أنشطة الكثير من نوادي الأدب.

## الجوائز
- في بداية عام 2014 حصلتْ روايته «ليالي السيد» على المركز الثاني في جائزة ساقية الصاوي.[5] كما وصلت للقائمة القصيرة لجائزة عماد قطري للإبداع.[7]
- فاز أحمد جاد الكريم بجائزة لجنة الشباب باتحاد الكتاب للقصة القصيرة عام 2014، عن قصته «رجل لا ينام».[7]
- حصلت روايته «أحزان نوح» على المركز الثالث في مسابقة المجلس الأعلى للثقافة في مايو 2014.[5][17]
- فاز أحمد جاد الكريم بجائزة "iread" للقصة القصيرة عن قصة بعنوان «روح تائهة»، 2019.[18][19][20]
- حلت روايته «تغريبة بني همام» في المركز الرابع بمسابقة منشورات إبييدي للنشر للروايات الطويلة في عام 2019.[21][22]

## وصلات خارجية
- مقالاته في «كتب وكتاب»